# Westland (Michigan)
Westland é uma cidade localizada no estado americano do Michigan, no Condado de Wayne.
A cidade é conhecida por ter um festival anual de diversão na lama que se realiza no Nankin Mills Park e atrai grandes multidões.

## Demografia
Segundo o censo americano de 2000, a sua população era de 86.602 habitantes.
Em 2006, foi estimada uma população de 84.504, um decréscimo de 2098 (-2.4%).

## Geografia
De acordo com o United States Census Bureau tem uma área de 53,0 km², dos quais 53,0 km² cobertos por terra e 0,0 km² cobertos por água.

## Localidades na vizinhança
O diagrama seguinte representa as localidades num raio de 12 km ao redor de Westland.